# Sadowiec-Niwa
Sadowiec-Niwa – kolonia w Polsce położona w województwie łódzkim, w powiecie pajęczańskim, w gminie Działoszyn.
Nazwę miejscowości z Sadowiec-Niwy na Sadowiec-Niwa zmieniono 1.01.2021 r.
W latach 1975–1998 miejscowość administracyjnie należała do województwa sieradzkiego.